# Granger (Iowa)
Granger è un comune degli Stati Uniti d'America, situato nello Stato dell'Iowa, diviso tra la contea di Dallas e la contea di Polk.